# Джуді Коллінз
Джуді Коллінз (англ. Judy Collins; 1 травня 1939, Денвер) — американська авторка-виконавиця, композиторка і музикантка, діяльність якої охоплює 70 років. Режисерка-документалістка, номінована на премію «Оскар» і лауреатка премії «Греммі». Відома своїми еклектичними уподобаннями до матеріалів, які записує (до яких належать народна музика, кантрі, «show tunes», поп-музика, рок-н-рол і т.п.), громадським активізмом і чіткістю голосу. Її дискографія складається з 36 студійних альбомів, 9 концертних альбомів, численних збірок, чотирьох святкових альбомів і 21 синглу.

## Біографія
Дебютний студійний альбом Коллінз «A Maid of Constant Sorrow» вийшов у 1961 році і складався з традиційних народних пісень. ЇЇ перший синглом, що потрапив у чарти (№ 97) був «Hard Lovin' Loser» з її п’ятого студійного альбому In My Life (1966), але  композиція з її шостого студійного альбому «Wildflowers» (1967), «Both Sides, Now», – написана Джоні Мітчелл, – принесла Джуді міжнародне визнання. Сингл досяг 8 місця в чарті Billboard Pop Singles і приніс Коллінз її першу премію «Греммі» за найкраще фольклорне виконання. Вона досягла подальшого успіху завдяки своїм записам «Somday Soon», «Chelsea Morning» (що була також написана Мітчелл), «Amazing Grace», «Turn! Turn! Turn!» і «Cook with Honey».
Коллінз досягла найбільшого успіху в своїй кар'єрі, записавши пісню Стівена Сондхейма «Send in the Clowns» на свій десятий студійний альбом «Judith» (1975). Сингл досяг 36 позиції в чарті Billboard Pop Singles у 1975 році, а потім знову в 1977 році піднявся на 19 позицію, пробувши в чартах 27 тижнів поспіль і принісши їй номінацію на премію «Греммі» за найкраще жіноче поп-вокальне виконання. «Judith» також стане її найбільш продаваним студійним альбомом; він отримав Золотий сертифікат RIAA у 1975 році за продаж понад 500 000 копій і Платиновий у 1996 році за продаж понад 1 000 000 копій. 
У 2017 році виконання Коллінз пісні «Amazing Grace» було відібрано для збереження в Національному реєстрі звукозаписів Бібліотекою Конгресу як таке, що має «культурне, історичне чи мистецьке значення». Того ж року вона отримала номінацію на премію «Греммі» за найкращий фолк-альбом за «Silver Skies Blue» з Арі Хестом.
У 2019 році у 80-річному віці вона посіла перше місце в американському чарті «Billboard» з альбомом «Winter Stories», записаним в дуеті з норвезьким співаком, автором пісень і гітаристом Йонасом Ф'єльдом за участю гурту Chatham County Line.
У 2022 році вона випустила свій перший студійний альбом із усім оригінальним матеріалом під назвою «Spellbound», і він приніс їй ще одну номінацію на Греммі за найкращий фолк-альбом.

## Дискографія

### Альбоми
| Рік  | Альбом                                       | US  | UK | AUS | NO | US Sales | Сертифікати      |
| ---- | -------------------------------------------- | --- | -- | --- | -- | -------- | ---------------- |
| 1963 | Judy Collins 3                               | 126 |    |     |    |          |                  |
| 1965 | Fifth Album                                  | 69  |    |     |    |          |                  |
| 1966 | In My Life                                   | 46  |    |     |    |          | - RIAA: Gold     |
| 1967 | Wildflowers                                  | 5   |    |     |    |          | - RIAA: Gold     |
| 1968 | Who Knows Where the Time Goes                | 29  |    |     |    |          | - RIAA: Gold     |
| 1969 | Recollections                                | 29  |    |     |    |          |                  |
| 1970 | Whales & Nightingales                        | 15  | 16 | 26  |    |          | - RIAA: Gold     |
| 1971 | Living                                       | 64  |    |     |    |          |                  |
| 1972 | Colors of the Day: The Best of Judy Collins  | 37  |    |     |    |          | - RIAA: Platinum |
| 1973 | True Stories and Other Dreams                | 27  |    |     |    |          |                  |
| 1975 | Judith                                       | 17  | 7  | 19  |    |          | - RIAA: Platinum |
| 1976 | Bread and Roses                              | 25  |    | 96  |    |          |                  |
| 1977 | So Early in the Spring... The First 15 Years | 42  |    |     |    |          |                  |
| 1979 | Hard Times for Lovers                        | 54  |    |     |    |          |                  |
| 1980 | Running for My Life                          | 142 |    |     |    |          |                  |
| 1982 | Times of Our Lives                           | 190 |    |     |    |          |                  |
| 1985 | Amazing Grace                                |     | 34 | 85  |    |          |                  |
| 2015 | Strangers Again                              | 77  |    |     |    |          |                  |
| 2017 | Everybody Knows                              | 195 |    |     |    |          |                  |
| 2019 | Winter Stories                               |     |    |     | 25 |          |                  |
| 2022 | Spellbound                                   |     |    |     |    | 60       |                  |

### Сингли (вибране)
| Год  | Заголовок                                             | Billboard Hot 100 | Adult Contemporary | Альбом                        |
| ---- | ----------------------------------------------------- | ----------------- | ------------------ | ----------------------------- |
| 1967 | «Hard Lovin' Loser»                                   | 97                | -                  | In My Life                    |
| 1968 | «Both Sides, Now»                                     | 8                 | 3                  | Wildflowers                   |
| 1969 | «Someday Soon»                                        | 55                | 37                 | Who Knows Where the Time Goes |
| 1969 | «Chelsea Morning»                                     | 78                | 25                 | (сингл)                       |
| 1969 | «Turn! Turn! Turn!»/«To Everything There Is a Season» | 69                | 28                 | Recollections                 |
| 1970 | «Amazing Grace»                                       | 15                | 5                  | Whales & Nightingales         |
| 1971 | «Open the Door (Song for Judith)»                     | 90                | 23                 | Living                        |
| 1973 | «Cook With Honey»                                     | 32                | 10                 | True Stories and Other Dreams |
| 1973 | «Secret Gardens»                                      | 122               | -                  | True Stories and Other Dreams |
| 1975 | «Send in the Clowns»                                  | 36                | 8                  | Judith                        |
| 1977 | «Send in the Clowns» (перевидання)                    | 19                | 15                 | Judith                        |
| 1979 | «Hard Times for Lovers»                               | 66                | 16                 | Hard Times for Lovers         |
| 1984 | «Home Again»                                          | -                 | 42                 | Home Again                    |
| 1990 | «Fires of Eden»                                       | -                 | 31                 | Fires of Eden                 |